# Barbara Grüneberg
Barbara Grüneberg (* 21. März 1970 in Bonn) ist eine deutsche Juristin. Sie ist seit dem 1. Februar 2017 Richterin am Bundesgerichtshof.

## Leben und Wirken
Grüneberg trat nach Abschluss ihrer juristischen Ausbildung 1997 in den Justizdienst des Landes Nordrhein-Westfalen ein und wurde zunächst beim Land- und Amtsgericht Bonn eingesetzt. Zudem war sie als juristische Mitarbeiterin in der Verwaltungsabteilung des Oberlandesgerichts Köln tätig. 2000 erfolgte ihre Ernennung zur Richterin am Landgericht in Bonn. 2004 bis 2008 war sie als wissenschaftliche Mitarbeiterin an den Bundesgerichtshof abgeordnet. 2008 wurde sie zur Richterin am Oberlandesgericht in Köln ernannt. 
Das Präsidium des Bundesgerichtshofs wies Grüneberg zunächst dem vornehmlich für Rechtsstreitigkeiten aus dem Gebiet des Gesellschaftsrechts und für Teilbereiche des Kapitalmarktrechts zuständigen II. Zivilsenat zu.